# Delavaya toxocarpa
Delavaya toxocarpa är en kinesträdsväxtart som beskrevs av Adrien René Franchet. Delavaya toxocarpa ingår i släktet Delavaya och familjen kinesträdsväxter. Inga underarter finns listade i Catalogue of Life.